# Джеймс К. Скотт
Джеймс Кемпбелл Скотт (англ. James C. (Campbell) Scott; 2 грудня 1936 — 19 липня 2024) — американський політолог і антрополог, що спеціалізується на дослідженні аграрних і недержавних суспільствах, політики пригноблених та анархізму. Його основні дослідження були зосереджені на селянах Південно-Східної Азії та їхніх стратегіях спротиву різним формам панування.

## Життєпис
Народився в Маунт-Голлі, Нью-Джерсі, 1936 року. Відвідував Moorestown Friends School, денну школу квакерів, а в 1953 році вступив до коледжу Вільямса в Массачусетсі. За порадою індонезійського науковця Вільяма Холлінгера написав дисертацію про економічний розвиток Бірми. Скотт здобув ступінь бакалавра в коледжі Вільямса 1958 року та ступінь доктора філософії в галузі політичних наук у Єльському університеті 1967 року.
Після закінчення навчання Скотт отримав міжнародну стипендію Ротарі для навчання в Бірмі, куди його завербував американський студент-активіст, який став антикомуністичним організатором Центрального розвідувального управління (ЦРУ). Скотт погодився робити репортажі для агентства, а наприкінці своєї стипендії обійняв посаду в паризькому офісі Національної студентської асоціації, яка отримувала гроші від ЦРУ та керувала діяльністю проти контрольованих комуністами глобальних студентських рухів протягом наступних кількох років.
У 1961 році Скотт розпочав аспірантуру з політології в Єльському університеті. Його дисертація про політичну ідеологію в Малайзії, яка була під керівництвом Роберта Е. Лейна, аналізувала інтерв'ю з державними службовцями Малайзії. 1967 року обійняв посаду доцента політології в Університеті Вісконсін-Медісон. Його ранні праці були зосереджені на корупції та машинній політиці.
Як спеціаліст із Південно-Східної Азії, який викладав під час війни у В'єтнамі, він пропонував популярні курси про війну та селянські революції. 1976 року, діставши посаду в Медісоні, Скотт повернувся в Єль і оселився на фермі в Даремі, штат Коннектикут, зі своєю дружиною. Вони почали з невеликої ферми, а потім на початку 1980-х придбали більшу неподалік і почали розводити овець для отримання вовни.
Перші книги Скотта базувалися на архівних дослідженнях. Він є впливовим етнографом. Для своєї третьої книги «Зброя слабких», Скотт провів чотирнадцять місяців у селі в Кедаху, Малайзія, між 1978 і 1980 роками. Коли він закінчив чернетку, він повернувся на два місяці, щоб дізнатися про враження селян від свого зображення, і значно переглянув книгу на основі їхньої критики.
2011 року Скотт та інші бірманські й західні науковці зібралися в Єльському університеті з метою відновлення Журналу Бірманського дослідницького товариства. Перше число журналу-спадкоємця під назвою Independent Journal of Burmese Scholarship (IJBS) було видано в серпні 2016 року.
З 1999 року був у стосунках з антропологинею Анною Цин, які тривали до його смерті.

## Праці
- Comparative Political Corruption. Prentice-Hall, 1972 ISBN 978-0-13-179036-0
- The Moral Economy of the Peasant: Rebellion and Subsistence in Southeast Asia. Yale University Press, 1979 ISBN 978-0-300-01862-2
- Weapons of the Weak: Everyday Forms of Peasant Resistance. Yale University Press, 1985 ISBN 978-0-300-03336-6
- Domination and the Arts of Resistance: Hidden Transcripts. Yale University Press, 1990 ISBN 978-0-300-04705-9
- Seeing Like a State: How Certain Schemes to Improve the Human Condition Have Failed. Yale University Press, 1998 ISBN 978-0-300-07016-3
- The Art of Not Being Governed: An Anarchist History of Upland Southeast Asia. Yale University Press, 2009 ISBN 978-0-300-15228-9
- Two Cheers for Anarchism: Six Easy Pieces on Autonomy, Dignity, and Meaningful Work and Play. Princeton University Press, 2012 ISBN 978-0-691-15529-6
- Decoding subaltern politics. Ideology, disguise, and resistance in agrarian politics. Routledge, 2012 (Critical Asian scholarship; 8) ISBN 978-0-415-53975-3
- Against the Grain: A Deep History of the Earliest States. New Haven: Yale University Press, 2017. ISBN 978-0-300-18291-0.